# Esneux
Esneux (valonă Esneu) este o comună francofonă din regiunea Valonia din Belgia. Comuna este formată din localitățile Esneux, Tilff, Amostrennes, Avionpuits, Avister, Beauregard, Crèvecœur, Fêchereux, Flagothier-La Haze, Fontin-Hamay, Hony, Ham, Limoges, Méry, Montfort, La Gombe, Souverain-Pré, Tilff-Cortil și Sur-le-Mont și este situată în aglomerația orașului Liège. Suprafața totală a comunei este de 34,05 km². La 1 ianuarie 2008 comuna avea o populație totală de 13.065 locuitori. 